# Carlos I. Noriega
Carlos Ismael Noriega (* 8. Oktober 1959 in Lima, Peru) ist ein ehemaliger US-amerikanischer Astronaut peruanischer Abstammung.
Noriega erhielt 1981 einen Bachelor in Informatik von der University of Southern California und 1990 je einen Master in Informatik und in Weltraumsystemtechnik von der Naval Postgraduate School.
Noriega trat 1981 dem United States Marine Corps bei. Nach seiner Pilotenausbildung flog er von 1983 bis 1985 den CH-46 Sea-Knight-Transporthubschrauber auf der Marine Corps Air Station auf Hawaii. Noriega absolvierte unter anderem zwei sechsmonatige Einsätze auf Schiffen im Westpazifik und dem Indischen Ozean, einschließlich der Unterstützung der multinationalen Friedenstruppen in Beirut (Libanon). Im September 1990 kam er zum United States Space Command, wo er an der Softwareentwicklung für Raketenwarnsysteme mitarbeitete.

## Astronautentätigkeit
Noriega wurde im Dezember 1994 von der NASA als Astronautenanwärter ausgewählt und anschließend zum Missionsspezialisten ausgebildet. 

### STS-84
Mit der Raumfähre Atlantis flog Noriega bei seinen ersten Weltraumflug am 15. Mai 1997 zur Raumstation Mir. Nach dem Docken wurden mehrere Tonnen an Ausrüstung und Experimenten in die russische Raumstation gebracht. Außerdem wurde ein Mannschaftswechsel vorgenommen. Astronaut Jerry Linenger wurde nach vier Monaten abgelöst und kehrte mit dem Shuttle zur Erde zurück. Seinen Platz nahm Mike Foale ein. Nach neun Tagen ging die Mission STS-84 am 24. Mai zu Ende.

### STS-97
Sein letzter Flug ins All führte Noriega am 1. Dezember 2000 mit der Raumfähre Endeavour zur Internationalen Raumstation (ISS). Die fünfköpfige Crew brachte die Gitterstruktur P6, ausgestattet mit Solarzellenflächen zur Stromerzeugung und Radiatoren zur Kühlung, zur Station. Nach der Kopplung wurde das Element aus der Ladebucht des Orbiters genommen und von Noriega zusammen mit Joseph Tanner bei drei Ausstiegen mit der Raumstation verbunden. Insgesamt arbeiteten die zwei Astronauten 19 Stunden im freien Weltraum. Danach wurden die Luken geöffnet und die ISS-Besatzung konnte die Mannschaft der Endeavour begrüßen. Einen Tag später trat der Shuttle die Rückkehr an.
Nach STS-97 trainierte Noriega in der Ersatzmannschaft der ISS-Expedition 6 und später als Mitglied der Mannschaft von STS-121. Im Juli 2004 wurde Noriega aus medizinischen Gründen von Piers Sellers als STS-121-Besatzungsmitglied ersetzt. Zu dieser Zeit war Noriega Leiter der Exploration Systems Engineering Division am Johnson Space Center.
Im Januar 2005 schied Noriega aus dem NASA-Astronautenkorps aus und ist zurzeit der Manager des Advanced Projects Office innerhalb des Constellation-Programms.

## Privates
Carlos Noriega und seine Frau Wendy haben fünf Kinder, darunter sind auch Drillinge.